# Gustaf Nordenskjöld (1831–1902)

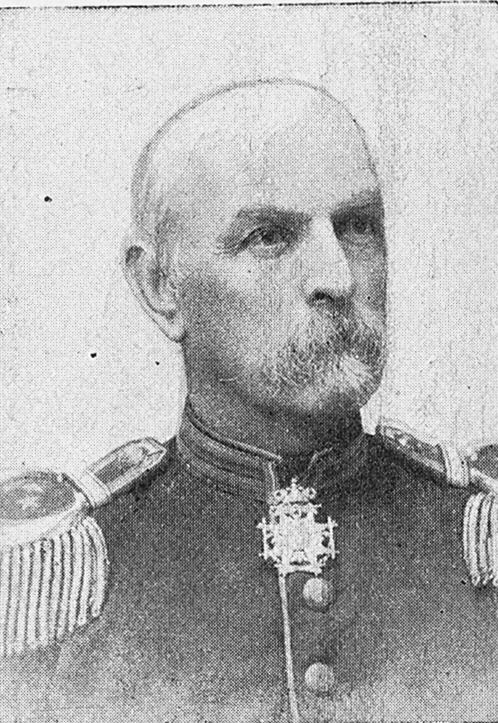
Gustaf Nordenskjöld.

Otto Gustaf Nordenskjöld (i riksdagen kallad Nordenskjöld i Sjögelö), född den 9 juni 1831 på Sjögelö i Hässleby församling, Jönköpings län, död den 18 februari 1902 i Eksjö, var en svensk godsägare och militär. Han var far till Otto Nordenskjöld.
Nordenskjöld blev underlöjtnant vid Kalmar regemente 1849, löjtnant där 1856, kapten i armén 1864 och vid regementet 1867. Han var adjutant vid Andra militärdistriktets stab 1857–1871. Nordenskjöld blev major vid Jönköpings regemente 1874, överstelöjtnant där 1879, överstelöjtnant och chef för Jämtlands fältjägarkår 1884 och överste i armén 1887. Han var överste och chef för Kalmar regemente 1888–1894. Nordenskjöld var vice ordförande i Jämtlands läns hushållningssällskap 1886–1888, ordförande i styrelsen för Nässjö-Oskarshamns järnvägsaktiebolag från 1887, ledamot i styrelsen för Jönköpings läns lantbruksskola från 1889, ledamot i styrelsen för Smålands enskilda banks avdelningskontor i Eksjö från 1890, ledamot i direktionen för Smålands med flera provinsers hypoteksförening från 1895 och ordförande från 1897, ledamot i direktionen för Jönköpings läns pensionsförening från 1895 och inspektor för Eksjö lägre allmänna läroverk från samma år. Han var kommunalordförande, landstingsman och ledamot av riksdagens andra kammare för Norra och Södra Vedbo domsagas valkrets i Jönköpings län 1879–1881. Nordenskjöld blev riddare av Svärdsorden 1873 och kommendör av andra klassen av samma orden 1891. Han vilar på Hässleby kyrkogård.